# Lajos Kü
Lajos Kü (Székesfehérvár, 5 de julho de 1948) é um ex-futebolista profissional húngaro que atuava como meia.

## Carreira
Lajos Kü fez parte do elenco da Seleção Húngara de Futebol, da Euro de 1972.
Ele foi medalhista de prata em Munique 1972